# Deporte de lazo
El deporte de lazo o competencia de lazo es un deporte ecuestre practicado en Panamá, donde está considerado como deporte nacional (no oficial). Está entre los eventos deportivos más populares en Panamá.

## Descripción
Se realiza fuera de un recinto en forma rectangular llamado Pista de Lazo el cual mide 180m de largo y su objetivo es enlazar a un ternero (de hasta 136 kilogramos) por el cuello en el menor tiempo posible sin rebasar el tiempo límite que consta de 20 segundos; la competencia se hace entre dos equipos de 12 miembros cada uno (más 3 suplentes) y es a dos vueltas (es decir, cada vaquero o soguero lo intenta dos veces). 
Al igual que en otras latitudes el acto de enlazar o arrojar el lazo o soga al ganado (vacuno) se origina en las actividades cotidianas del vaquero panameño, lo que provocó una progresión natural a desarrollar esta habilidad y posteriormente hacia la competencia, más tarde lo que se hizo fue adaptar ciertas características del lazo simple (calf roping) del rodeo estadounidense. Actualmente se utiliza el término vaquero, soguero o enlazador para identificar a los participantes, que a su vez están organizados en Clubes de lazo que representan a una comunidad, pueblo o región. 
Este tradicional deporte se realiza en Panamá desde hace más de 30 años, aunque es hasta 1976 en que se aprobaron los estatutos de la Federación Nacional de Lazo. Cada año en el mes de enero se realiza el Campeonato Nacional de Lazo, con selecciones de 11 provincias deportivas, además se realizan Campeonato Nacional de Clubes de Lazo y Campeonato Nacional Infantojuvenil.

## Campeonato Nacional de Lazo
| Año  | Lugar                           | Provincia sede               | Campeón            |
| ---- | ------------------------------- | ---------------------------- | ------------------ |
| 1976 | Gualaca                         | Chiriquí                     | Chiriquí           |
| 1977 | Gualaca                         | Chiriquí                     | Chiriquí           |
| 1978 | Santiago                        | Veraguas                     | Veraguas           |
| 1979 | Potuga                          | Herrera                      | Veraguas           |
| 1980 | Juan Díaz                       | Panamá                       | Chiriquí           |
| 1981 | El Cristo                       | Coclé                        | Chiriquí           |
| 1982 | La Villa                        | Los Santos                   | Veraguas           |
| 1983 | San Antonio                     | Panamá                       | Chiriquí           |
| 1984 | Gualaca                         | Chiriquí                     | Chiriquí           |
| 1985 | Santiago                        | Veraguas                     | Chiriquí           |
| 1986 | Ocú                             | Herrera                      | Veraguas           |
| 1987 | Penonomé                        | Coclé                        | Panamá             |
| 1988 | La Villa                        | Los Santos                   | Chiriquí           |
| 1989 | Tanara                          | Panamá                       | Chiriquí           |
| 1990 | Santiago                        | Veraguas                     | Chiriquí           |
| 1991 | Colón                           | Colón                        | Chiriquí           |
| 1992 | Changuinola                     | Bocas del Toro               | Chiriquí           |
| 1993 | La Concepción                   | Chiriquí                     | Chiriquí           |
| 1994 | Santiago                        | Veraguas                     | Panamá             |
| 1995 | Ocú                             | Herrera                      | Veraguas           |
| 1996 | Penonomé                        | Coclé                        | Herrera            |
| 1997 | La Mina                         | Los Santos                   | Chiriquí           |
| 1998 | Las Américas                    | Panamá                       | Los Santos         |
| 1999 | Camping Resort                  | Colón                        | Veraguas           |
| 2000 | La Concepción                   | Chiriquí                     | Chiriquí           |
| 2001 | Chanquinola                     | Bocas del Toro               | Chiriquí           |
| 2002 | Santiago                        | Veraguas                     | Panamá             |
| 2003 | Santiago                        | Veraguas                     | Chiriquí           |
| 2004 | La Villa                        | Herrera                      | Chiriquí           |
| 2005 | Penonomé                        | Coclé                        | Los Santos         |
| 2006 | La Mina                         | Los Santos                   | Veraguas           |
| 2007 | Juan Díaz                       | Panamá                       | Veraguas           |
| 2008 | Camping Resort                  | Panamá                       | Veraguas           |
| 2009 | Gualaca                         | Chiriquí                     | Chiriquí Occidente |
| 2010 | Feria Internacional de San José | Chiriqui Occidente y Oriente | Chiriquí Occidente |
| 2011 | Juan Díaz                       | Panamá                       | Chiriquí Occidente |
| 2012 | San Antonio                     | Veraguas                     | Chiriquí Occidente |

### Campeones Individuales
Los campeones individuales son los mejores vaqueros o enlazadores de cada Campeonato Nacional, los cuales tienen el tiempo registrado más corto sin realizar el "fao".
| Año  | Vaquero             | Provincia          |
| ---- | ------------------- | ------------------ |
| 1976 | Rafael Beitia       | Chiriquí           |
| 1977 | Guillermo Beitia    | Chiriquí           |
| 1978 | Pastor González     | Veraguas           |
| 1979 | Felipe Pimentel     | Chiriquí           |
| 1980 | Roberto Beitia      | Chiriquí           |
| 1981 | Felipe Pimentel     | Chiriquí           |
| 1982 | Luis Aizpurúa       | Chiriquí           |
| 1983 | Eustorgio Barahona  | Panamá             |
| 1984 | Rafael Beitia       | Chiriquí           |
| 1985 | Ricardo Sittón      | Chiriquí           |
| 1986 | Toribio García      | Panamá             |
| 1987 | Hilario Morales     | Chiriquí           |
| 1988 | Alberto Guillén     | Chiriquí           |
| 1989 | José Estribí        | Chiriquí           |
| 1990 | Aquilino Villarreal | Chiriquí           |
| 1991 | Rafael Beitia       | Chiriquí           |
| 1992 | Manuel Martínez     | Chiriquí           |
| 1993 | Ramón Vega          | Herrera            |
| 1994 | Agustín Bayo        | Panamá             |
| 1995 | Heriberto Pérez     | Herrera            |
| 1996 | Francisco Castillo  | Chiriquí           |
| 1997 | Javier Pimentel     | Chiriquí           |
| 1998 | Rafael Beitia       | Chiriquí           |
| 1999 | Francisco Castillo  | Chiriquí           |
| 2000 | Tomás Sittón(hijo)  | Chiriquí           |
| 2001 | Cristóbal Coronel   | Bocas del Toro     |
| 2002 | Carlos Mojica       | Veraguas           |
| 2003 | Francisco Castillo  | Chiriquí           |
| 2004 | Jesús Mojica        | Veraguas           |
| 2005 | Ricardo Aguilar     | Colón              |
| 2006 | Andrés Onel Osorio  | Herrera            |
| 2007 | Jesús Mojica        | Veraguas           |
| 2008 | Franklin Acosta     | Chiriquí           |
| 2009 | Alexander Miranda   | Chiriquí Oriente   |
| 2010 | Pedro González      | Los Santos         |
| 2011 | José Delgado        | Chiriqui Oriente   |
| 2012 | Jorge Álvarez       | Chiriqui Occidente |

2016 franklin Acosta